# Ceriomura cruenta
Ceriomura cruenta là một loài nhện trong họ Salticidae.
Loài này thuộc chi Ceriomura. Ceriomura cruenta được Elizabeth Maria Gifford Peckham & George William Peckham miêu tả năm 1894.